# Sutton Hoo

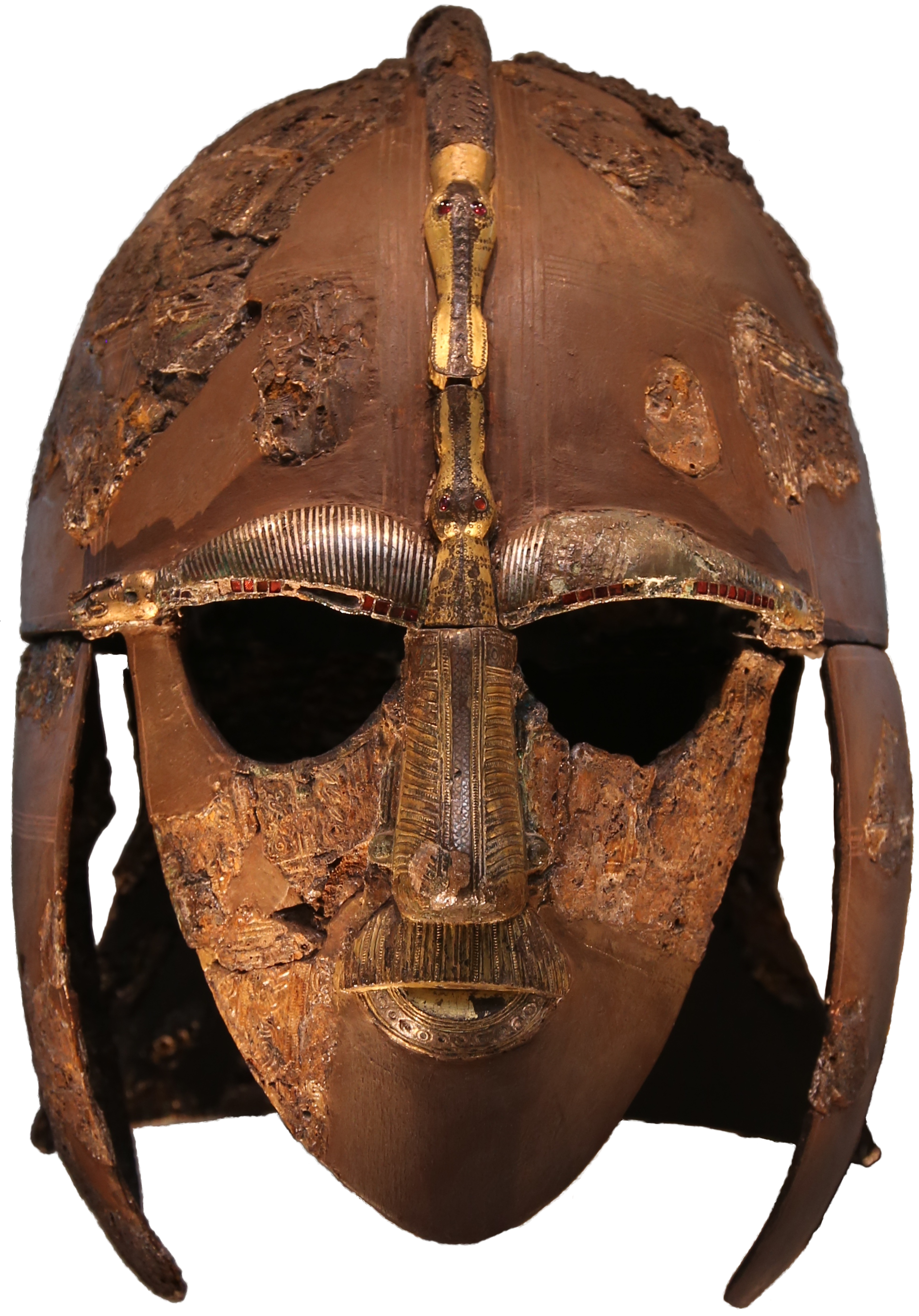
El casc cerimonial restaurat és un dels descobriments més emblemàtics de Sutton Hoo

Sutton Hoo o Sutton-Hoo, prop de Woodbridge, al comtat anglès de Suffolk, és el lloc de dos cementiris del segle sisè i principis del setè. Un d'aquests contenia un vaixell funerari intacte, que incloïa una gran quantitat d'artefactes anglosaxons d'excepcional valor per a la història de l'art i l'arqueologia, ara en mans del Museu Britànic a Londres.